# Parafia Najświętszego Serca Pana Jezusa i św. Andrzeja Boboli w Minojtach
Parafia Najświętszego Serca Pana Jezusa i św. Andrzeja Boboli w Minojtach – rzymskokatolicka parafia znajdująca się w diecezji grodzieńskiej, w dekanacie Lida, na Białorusi.

## Historia
W latach 1927-1929 staraniem miejscowej ludności katolickiej wybudowano drewniany kościół w Minojtach, bez szczególnych cech stylowych. 28 lipca 1929 został on poświęcony pod obecnymi tytułami. Początkowo był on filią parafii lidzkiej, jednak już w 1929 arcybiskup wileński Romuald Jałbrzykowski erygował parafię w Minojtach. Od początku istnienia należy ona do dekanatu lidzkiego; do 1991 do archidiecezji wileńskiej, następnie do diecezji grodzieńskiej.
W czasach komunizmu parafia nieprzerwanie funkcjonowała, choć w niektórych okresach bez stałego proboszcza. W latach 90. XX w. kościół przeszedł gruntowny remont, podczas którego dobudowano kaplicę boczną pw. Świętej Rodziny.